# 完山徹一
完山 徹一（かんやま てついち、1979年12月8日 - ）は、鳥取県倉吉市出身のフットサル選手。府中アスレティック所属。ポジションはフィクソ/アラ。

## 経歴
鳥取県倉吉市出身であり、由良育英高等学校を経てサッカークラブのSC鳥取に在籍した。
その後フットサルに転向し、2002年から2004年には極端なまでに足技を重視する方針を持つ奥山蹴球雑技団に在籍。
2004年には関東フットサルリーグの府中アスレティックに移籍。2007年の全日本フットサル選手権大会では決勝に進出し、後に名古屋オーシャンズとなる大洋薬品/BANFFに敗れた。
2007年には新たに創設されたFリーグに参加する名古屋オーシャンズに移籍。2007-08シーズンにはシュート成功率リーグ1位を記録した。名古屋オーシャンズでは初年度の2007-08シーズンから2010-11シーズンまでFリーグ4連覇を経験した。Fリーグ オーシャンアリーナカップでは2010年に優勝し、2008年と2009年に準優勝した。全日本フットサル選手権大会では2008年と2009年に準優勝している。
2011年に古巣府中アスレティックに移籍。2012年4月にはフットサル日本代表候補としてスペイン遠征に参加した。2012-13シーズンは府中アスレティックのキャプテンを務め、プレーオフに出場した。
2013年4月、バルドラール浦安に移籍した。2015年2月1日にはFリーグ通算200試合出場を達成した。通算7人目。
2015年4月には古巣の府中アスレティックに移籍した。2015年のFリーグ オーシャンカップではクラブ初タイトルを獲得した。

## 所属クラブ
サッカー
- 由良育英高等学校
- SC鳥取

フットサル
- 2002-2004 奥山蹴球雑技団
- 2004-2007 府中アスレティック（関東リーグ）
- 2007-2011 名古屋オーシャンズ（Fリーグ）
- 2011-2013 府中アスレティック（Fリーグ）
- 2013-2015 バルドラール浦安（Fリーグ）
- 2015-2018 府中アスレティック（Fリーグ）
- 2018-2022 立川・府中アレスティック（Fリーグ）
- 2022- 立川アスレティック（Fリーグ）

## タイトル
- 名古屋オーシャンズ
  - Fリーグ(4) : 2007-08, 2008-09, 2009-10, 2010-11
  - Fリーグ オーシャンアリーナカップ(1) : 2010

- 府中アスレティック
  - Fリーグ オーシャンカップ(1) : 2015
- 立川・府中アスレティック

⚪︎第27回全日本フットサル選手権：2022

## 個人成績
| 国内大会個人成績 | 国内大会個人成績 | 国内大会個人成績 | 国内大会個人成績 | 国内大会個人成績             | 国内大会個人成績 | 国内大会個人成績 | 国内大会個人成績 | 国内大会個人成績 | 国内大会個人成績 | 国内大会個人成績 | 国内大会個人成績 |
| 年度             | クラブ           | 背番号           | リーグ           | リーグ戦                     | リーグ戦         | リーグ杯         | リーグ杯         | オープン杯       | オープン杯       | 期間通算         | 期間通算         |
| 年度             | クラブ           | 背番号           | リーグ           | 出場                         | 得点             | 出場             | 得点             | 出場             | 得点             | 出場             | 得点             |
| 日本             | 日本             | 日本             | 日本             | リーグ戦                     | リーグ戦         | オーシャン杯     | オーシャン杯     | 全日本選手権     | 全日本選手権     | 期間通算         | 期間通算         |
| ---------------- | ---------------- | ---------------- | ---------------- | ---------------------------- | ---------------- | ---------------- | ---------------- | ---------------- | ---------------- | ---------------- | ---------------- |
| 2007-08          | 名古屋           | 2                | Fリーグ          | 18                           | 10               |                  |                  |                  |                  |                  |                  |
| 2008-09          | 名古屋           | 5                | Fリーグ          | 21                           | 9                |                  |                  |                  |                  |                  |                  |
| 2009-10          | 名古屋           | 5                | Fリーグ          | 26                           | 9                |                  |                  |                  |                  |                  |                  |
| 2010-11          | 名古屋           | 5                | Fリーグ          | 24                           | 9                |                  |                  |                  |                  |                  |                  |
| 2011-12          | 府中             | 5                | Fリーグ          | 25                           | 8                |                  |                  |                  |                  |                  |                  |
| 2012-13          | 府中             | 5                | Fリーグ          | ??                           | ?                |                  |                  |                  |                  |                  |                  |
| 2013-14          | 浦安             | 25               | Fリーグ          | 33                           | 4                |                  |                  |                  |                  |                  |                  |
| 2014-15          | 浦安             | 25               | Fリーグ          | 30                           | 8                |                  |                  |                  |                  |                  |                  |
| 2015-16          | 府中             | 25               | Fリーグ          | 33                           | 17               |                  |                  |                  |                  |                  |                  |
| 通算             | 日本             | 日本             | Fリーグ          | \|\|\|\|\|\|\|\|\|\|\|\|\|\| |                  |                  |                  |                  |                  |                  |                  |
| 通算             | 日本             | 日本             |                  | \|\|\|\|\|\|\|\|\|\|\|\|\|\| |                  |                  |                  |                  |                  |                  |                  |
| 総通算           | 総通算           | 総通算           | 総通算           | \|\|\|\|\|\|\|\|\|\|\|\|\|\| |                  |                  |                  |                  |                  |                  |                  |